# 旭サンモールショッピングセンター
旭サンモールショッピングセンター（あさひサンモールショッピングセンター）は、千葉県旭市にある、パシフィカ・モールズが管理・運営するショッピングセンターである。

## 概要
映画館を併設する大規模SCである。名称の「サンモール」とは、所在地の地名「旭（あさひ）」から「朝日」を想起することから、太陽を意味する英語の「Sun」を冠にし、SCを意味する「モール」を合わせた造語である。コンセプトは「太陽かざす明るいモール」。また、SCのキャラクターとして、明るい太陽をモチーフにした人形が設定されている。運営管理会社はパシフィカ・モールズである。
かつて旭市内に「扇屋ジャスコ旭南店」が存在しており、当店舗は「旭サンモール店」と呼称していた。
「サンモールシネマ」開業時、キャンペーンサイトでは「20年間お待たせしました」の文が表示されていた。なお、かつて旭市内には「弘楽館」という映画館があったが、同館が閉館した後はサンモールシネマが開業するまでの20年間、市内に映画館が存在しなかった。
2023年2月12日をもって、核店舗となるイオンが閉店。跡地には、ベイシア Foods Park 旭サンモール店がオープンした。

## 沿革
- 1982年4月28日 - 開業。当初の核店舗は「扇屋ジャスコ旭サンモール店」。
- 1999年8月21日 - 扇屋ジャスコが親会社のジャスコに吸収合併されたため、店名が単に「ジャスコ旭サンモール店」となる。
- 2006年11月28日 - サンモールの経営権をパシフィカ・モールズが取得。
- 2008年4月29日 - 「サンモールシネマ」が開業。
- 2011年3月1日 - 核店舗の屋号を、ジャスコからイオンに変更。店名も「ジャスコ旭サンモール店」から「イオン旭店」に変更。
- 2023年2月12日 - 「旭サンモール店」から「イオン旭店」撤退[5]。
- 2024年9月12日 - イオン旭店跡地にベイシア Foods Park 旭サンモール店が開業[6]。

## 主な店舗
※詳細は、公式サイトを参照。
- サンモールシネマ（映画館）
- 主な専門店
  - book+
  - TAITO STATION
  - ザ・ダイソー
  - ドミノ・ピザ

## 営業時間
基本的には年中無休だが、営業時間が異なっている。※詳細は、公式サイトを参照。
- 専門店：10時 - 20時
- TAITO STATION・サンモールシネマ：10時 - 24時